# Essentiel tremor
Essentiel tremor er et symptom med ufrivillig og rytmisk rysten af primært hænder og arme, men også hovedet kan påvirkes. Det er den mest udbredte blandt tremor-sygdommene. Essentiel tremor bliver ofte forvekslet med parkinsons sygdom.